# Abisara chelina
Abisara chelina là một loài bướm ngày thuộc họ Bướm ngao. Loài này được tìm thấy tại nam Myanmar, Thái Lan, Malaysia bán đảo, Bán đảo Đông Dương và nam Trung Quốc.

## Phân loài
- Abisara chelina chelina (Vân Nam)
- Abisara chelina duanhuii Huang, 2001 (đông nam Tây Tạng)